# Найбільша Заповідь Закону

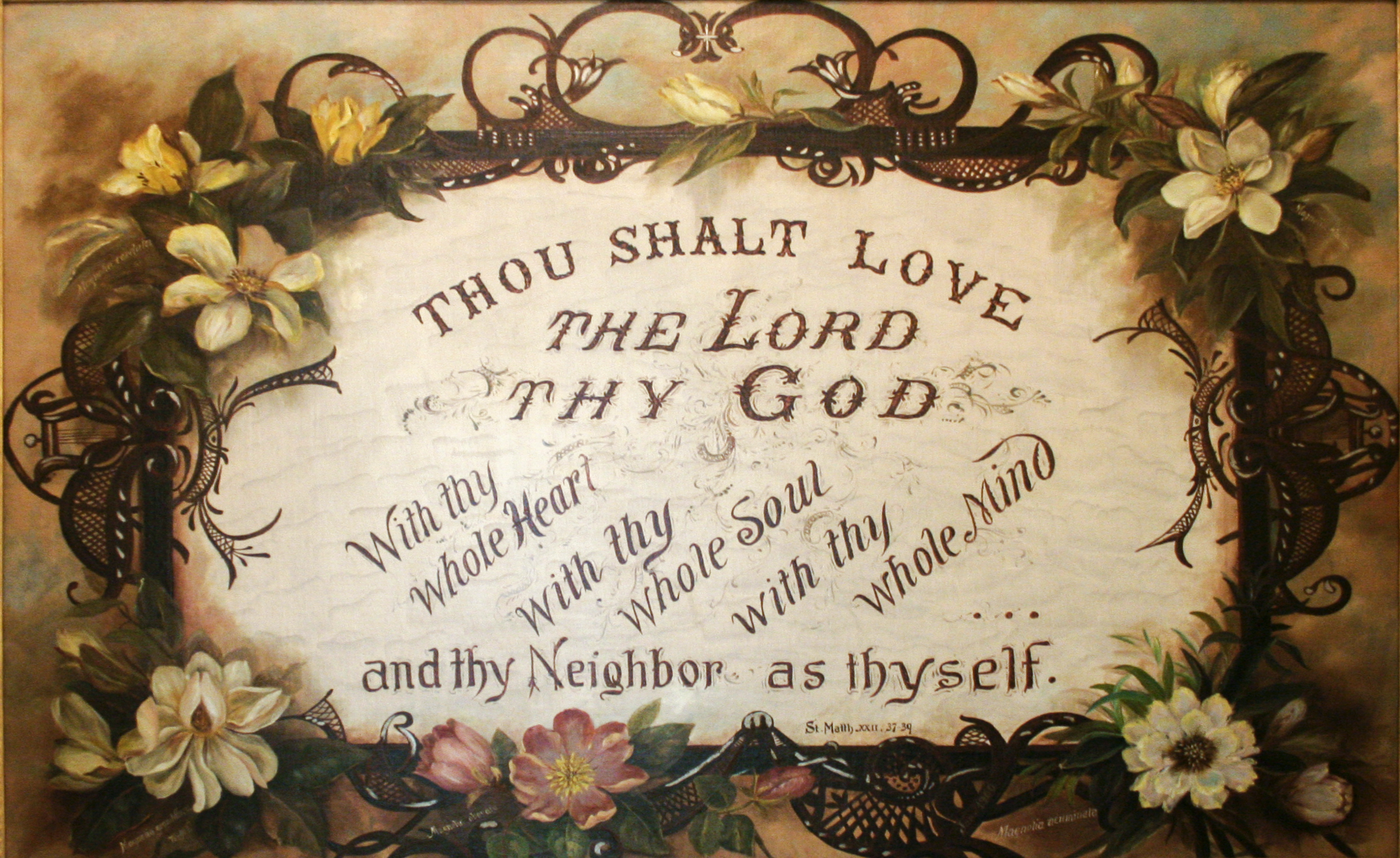
Люби Господа Бога твого
Всім своїм серцем
Всією своєю душею
Всією своєю думкою
та свого Ближнього, як самого себе

Велика заповідь (або Найбільша заповідь) — це назва, яка використовується в Новому Заповіті для опису відповіді Ісуса Христа на запитання про найбільшу заповідь у Законі (Пятикнижжі), міститься у Матвія 22:35-40, Марка 12:28-34 та Луки 10:27а:
Більшість християнських конфесій вважають, що ці дві заповіді разом утворюють ядро християнської релігії[неякісне джерело].

## Розповіді Нового Завіту

### Євангеліє від Матвія
|                            | І спитався один із них, учитель Закону, Його випробовуючи й кажучи: Учителю, котра заповідь найбільша в Законі? Він же промовив йому: Люби Господа Бога свого всім серцем своїм, і всією душею своєю, і всією своєю думкою. Це найбільша й найперша заповідь. А друга однакова з нею: Люби свого ближнього, як самого себе. На двох оцих заповідях увесь Закон і Пророки стоять. |
| — Матвій 22:35-40, Огієнко | |

### Євангеліє від Марка
|                              | А один із тих книжників, що чув, як вони сперечались, та бачив, як добре Він відповідав їм, приступив та й спитався Його: Котра заповідь перша з усіх? Ісус відповів: Перша: Слухай, Ізраїлю: наш Господь Бог — Бог єдиний. І: Люби Господа, Бога свого, усім серцем своїм, і всією душею своєю, і всім своїм розумом, і з цілої сили своєї! Це заповідь перша! А друга однакова з нею: Люби свого ближнього, як самого себе! Нема іншої більшої заповіді над оці! / І сказав Йому книжник: Добре, Учителю! Ти поправді сказав, що Один Він, і нема іншого, окрім Нього, і що Любити Його всім серцем, і всім розумом, і всією душею, і з цілої сили, і що Любити свого ближнього, як самого себе, це важливіше за всі цілопалення й жертви! |
| — Марка 12:28-31/33, Огієнко | |

### Євангеліє від Луки
|                          | І підвівсь ось законник один, і сказав, Його випробовуючи: Учителю, що робити мені, щоб вічне життя осягнути? Він же йому відказав: Що в Законі написано, як ти читаєш? А той відповів і сказав: Люби Господа Бога свого всім серцем своїм, і всією душею своєю, і всією силою своєю, і всім своїм розумом, і свого ближнього, як самого себе. Він же йому відказав: Правильно ти відповів. Роби це, і будеш жити. |
| — Луки 10:25-28, Огієнко | |

### Послання апостола Павла до Галатів
Послання Галатам 5:14 цитує Левит 19:18.